# Rogaland
Rogaland ist eine Provinz (Fylke) im Südwesten von Norwegen. Die Provinz hat eine Gesamtfläche von 9376 km² (davon eine Landfläche von 8590 km²). Das Verwaltungszentrum ist Stavanger.

## Geografie
Rogaland liegt an der südwestnorwegischen Küste und grenzt an die Provinzen Vestland, Telemark sowie Agder. Gewöhnlich teilt man die Provinz in traditionelle Gebiete auf. Diese sind Haugalandet nördlich des Boknafjords, Ryfylke im bergigen Osten, Jæren im Südwesten und Dalane im Süden. Die höchste Erhebung ist der Berg Vassdalseggi mit einer Höhe von 1658,2 moh., gelegen in der Gemeinde Suldal im Nordosten von Rogaland. Stavanger, die drittgrößte Stadt Norwegens, liegt im südwestlichen Küstenbereichs des Boknafjords.
Vor der Reform von 1919 hieß die Provinz Stavanger amt. Zu einer kleineren Gebietsänderung kam es im Jahr 2002, als die später aufgelöste Kommune Ølen vom damaligen Fylke Hordaland an Rogaland überging.

## Bevölkerung
Die erste Besiedelung des Gebietes des heutigen Fylkes fand spätestens um 5000 v. Chr. statt. Um 1700 sollen etwa 26.000 Personen in Rogaland gelebt haben, im Jahr 1920 lebten 166.000 Menschen im Fylke. Im 19. Jahrhundert wuchs die Bevölkerung vor allem wegen der guten wirtschaftlichen Situation aufgrund der Fischerei, der Seefahrt, der Landwirtschaft und der beginnenden Industrialisierung an. In den 1970er-Jahren war Rogaland die Region mit dem größten Bevölkerungswachstum in ganz Norwegen, was sich zu Teilen auf den Aufbau der Ölindustrie zurückführen ließ.
Die dichteste Besiedlung lässt sich in den Küstengebieten in Jæren und im Haugalandet vorfinden. Im inländischen Bereich ist die Bevölkerung hingegen weit weniger dicht angesiedelt, in der Region Dalane lebten im Jahr 2017 nur fünf Prozent der Gesamteinwohnerzahl des Fylkes. Mit 88,4 % (Stand: Oktober 2020) lebt in Rogaland nach Oslo der zweitgrößte Bevölkerungsanteil in sogenannten Tettstedern, also Ansiedlungen, die für statistische Zwecke als eine Ortschaft gezählt werden. Die Bewohner Rogalands werden Rogalending genannt.

## Kommunen
Rogaland besteht aus 23 Kommunen. Zum 1. Januar 2020 wurden Finnøy und Rennesøy mit Stavanger sowie Forsand mit Sandnes zusammengelegt.
| Kommunen- nummer | Karte      | Name       | Einwohner (1. Januar 2025) | Fläche (km²) | Sprach- form | Landschaft |
| ---------------- | ---------- | ---------- | -------------------------- | ------------ | ------------ | ---------- |
| 1101             | Eigersund  | Eigersund  | 15.375                     | 432,5        | Bokmål       | Dalane     |
| 1103             | Stavanger  | Stavanger  | 150.123                    | 262,22       | neutral      | Jæren      |
| 1106             | Haugesund  | Haugesund  | 38.441                     | 72,68        | Bokmål       | Haugaland  |
| 1108             | Sandnes    | Sandnes    | 84.908                     | 1.040,61     | neutral      | Jæren      |
| 1111             | Sokndal    | Sokndal    | 3371                       | 294,98       | neutral      | Dalane     |
| 1112             | Lund       | Lund       | 3259                       | 408,39       | neutral      | Dalane     |
| 1114             | Bjerkreim  | Bjerkreim  | 2905                       | 650,55       | Nynorsk      | Dalane     |
| 1119             | Hå         | Hå         | 20.067                     | 258          | neutral      | Jæren      |
| 1120             | Klepp      | Klepp      | 21.186                     | 113,48       | Nynorsk      | Jæren      |
| 1121             | Time       | Time       | 20.157                     | 183,18       | Nynorsk      | Jæren      |
| 1122             | Gjesdal    | Gjesdal    | 12.536                     | 617,98       | neutral      | Jæren      |
| 1124             | Sola       | Sola       | 29.153                     | 69,05        | neutral      | Jæren      |
| 1127             | Randaberg  | Randaberg  | 11.795                     | 24,72        | neutral      | Jæren      |
| 1130             | Strand     | Strand     | 13.813                     | 261,79       | neutral      | Ryfylke    |
| 1133             | Hjelmeland | Hjelmeland | 2681                       | 1.068,08     | Nynorsk      | Ryfylke    |
| 1134             | Suldal     | Suldal     | 3939                       | 1.736,28     | Nynorsk      | Ryfylke    |
| 1135             | Sauda      | Sauda      | 4600                       | 546,56       | Nynorsk      | Ryfylke    |
| 1144             | Kvitsøy    | Kvitsøy    | 570                        | 6,28         | neutral      | Ryfylke    |
| 1145             | Bokn       | Bokn       | 893                        | 47,15        | Nynorsk      | Haugaland  |
| 1146             | Tysvær     | Tysvær     | 11.715                     | 425,53       | Nynorsk      | Haugaland  |
| 1149             | Karmøy     | Karmøy     | 43.723                     | 230,01       | neutral      | Haugaland  |
| 1151             | Utsira     | Utsira     | 217                        | 6,29         | neutral      | Haugaland  |
| 1160             | Vindafjord | Vindafjord | 9069                       | 620,53       | Nynorsk      | Haugaland  |
| 11               | Rogaland   | Rogaland   | 504.496                    | 9.376,84     | neutral      | Vestlandet |

## Wirtschaft und Infrastruktur

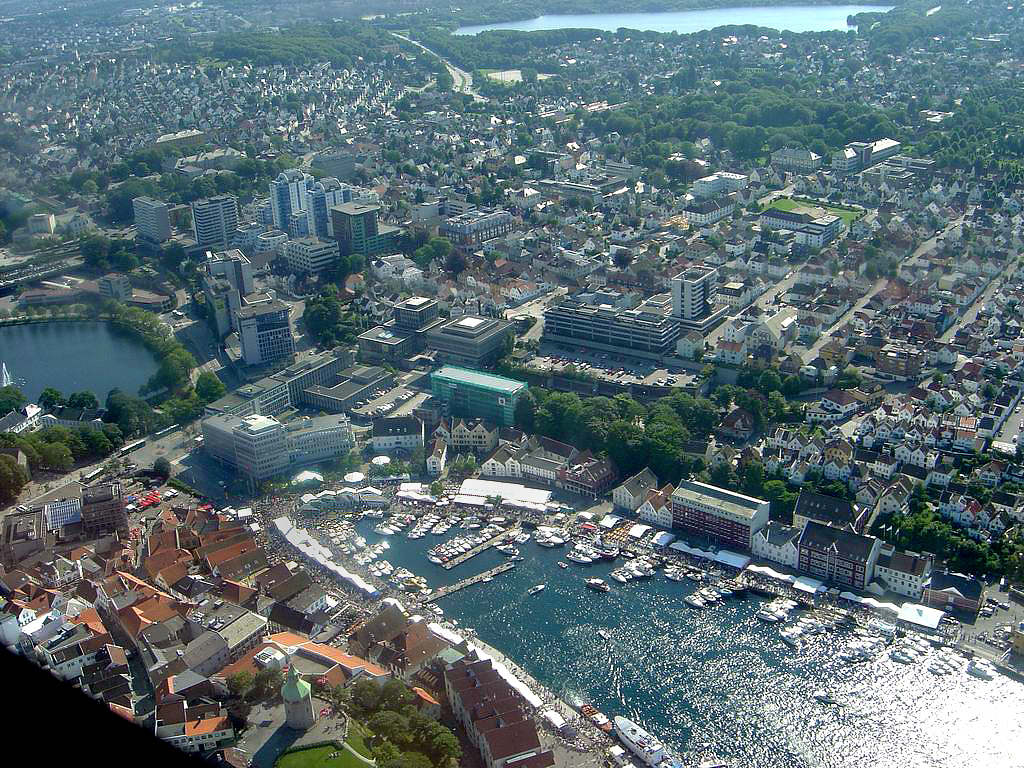
Stavanger, die drittgrößte Stadt Norwegens

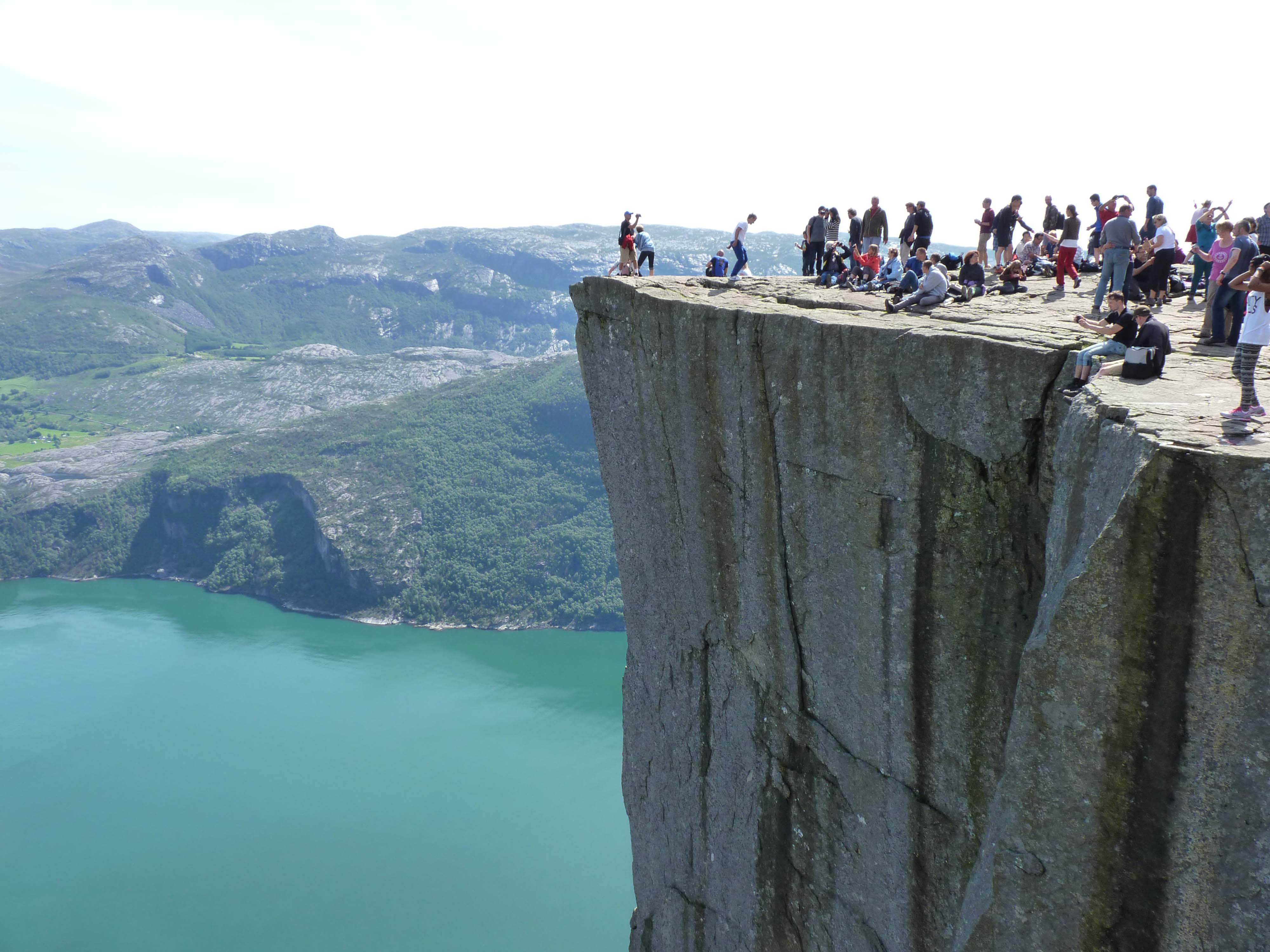
Preikestolen, ein beliebtes touristisches Ziel

### Verkehr
Bei Stavanger liegt der Flughafen Stavanger und in der Gemeinde Karmøy der Flughafen Haugesund. Die Bahnanbindung Rogalands an die restliche Nation geschieht über die Sørlandsbanen. Diese führt von Stavanger an die Südküste nach Kristiansand und von dort weiter nach Oslo. Mit der Europastraße 39 (E39) und der Europastraße 134 (E134) bestehen sowohl eine Fernstraßenverbindung entlang der Küste sowie eine in das Landesinnere. Vor allem im Boknafjord werden Fähren eingesetzt, wobei mit Verkehrsprojekten wie Ryfast versucht wird, Unterwasserverbindungen zu schaffen.

### Wirtschaft

#### Fischerei, Land- und Forstwirtschaft
Die landwirtschaftliche Nutzfläche vergrößerte sich seit dem Ende des 19. Jahrhunderts vor allem in Jæren. Die agrarische Produktion in Rogaland verteilt sich dabei auf verschiedene Bereiche, unter anderem Tierhaltung und den Anbau von Gemüse. Im Jahr 2016 hatte Rogaland unter der damaligen Fylkesgliederung die größte Anzahl an Rindern, Schafen, Schweinen und Hühnern. Die Schafe werden unter anderem auf den Heiden im Landesinneren gehalten. Als agrarisches Zentrum gilt die historische Region Jæren, wo der Großteil der Schweine- und Hühnerzucht Rogalands betrieben wird. Auf den Inseln im Boknafjord werden in größerem Stil Tomaten und Gurken angebaut. Aufgrund der eher kleinen Waldgebiete ist die Forstwirtschaft von relativ geringer Bedeutung.
In den Gebieten um Haugesund und Egersund findet der für das Fylke bedeutendste Fischfang statt. Es werden unter anderem Heringe, Makrelen, Lodden und Sandaale an Land gebracht. Neben der traditionellen Fischerei werden auch Fische in Aquakulturen gezüchtet. Zudem wird in einigen Flüssen auch überwiegend Lachs gefangen.

#### Industrie
Traditionell begründete sich die industrielle Tätigkeit in Rogaland vor allem auf die Lebensmittelindustrie und der Verarbeitung lokaler Erzeugnisse, die Seefahrt sowie die Eisen- und Metallindustrie, deren Betrieb durch die Flusskraftwerke ermöglicht wurde. Im Jahr 2015 hatte das Fylke den höchsten Anteil an Arbeitstätigen in der industriellen Produktion, eine Stellung die Rogaland bereits ab 1995 einnahm. Begünstigt wurde dies vor allem durch den Ausbau der Erdölgewinnung in der Nordsee, der wiederum auch in anderen Industriebranchen wie dem Maschinen- und dem Schiffsbau für Auftrieb sorgte. In Stavanger und Haugesund werden zudem Ölplattformen gefertigt. Die Lebensmittelproduktion mit Jæren als Zentrum ist weiterhin von größerer Bedeutung.

#### Tourismus
Für Rogaland ist der Tourismus von geringerer Wichtigkeit als für die anderen westnorwegischen Fylker. Die Hotels konzentrieren sich vor allem auf die größeren Städte und es gibt keine bedeutsame Sommersaison. Zu den bekanntesten Sehenswürdigkeiten zählen die sich am Lysefjord befindlichen Berge Preikestolen und Kjerag sowie die Stavanger Domkirke.

## Wappen
Das seit 1974 offiziell verwendete Wappen des Fylkes zeigt ein silbernes Kreuz mit spitzem Fuß auf blauem Hintergrund. Es stellt das vermutlich über 1000 Jahre alte, etwa vier Meter hohe Steinkreuz in Kvitsøy dar.